# مايكل سميث (لاعب كرة سلة مواليد 1965)
مايكل سميث (بالإنجليزية: Michael Smith)‏ مواليد 19 مايو 1965 في روتشستر، هو لاعب كرة سلة أمريكي معتزل بدأ مسيرته الاحترافية في سنة 1989. تم اختياره من قبل فريق بوسطن سيلتكس خلال الدرافت. يبلغ طوله 6 قدم 10 بوصة (2.1 م). اعتزل اللعب في 1996.

## المسيرة الاحترافية
لعب مع بوسطن سيلتكس من سنة 1989 إلى 1991، ثم لعب مع فالنسيا باسكت في الدوري الإسباني في موسم 1993–1994، ثم لعب مع سي بي إستوديانتس في موسم 1994–1995، ثم لعب مع لوس أنجلوس كليبرز في سنة 1995، ثم لعب مع خيخون لكرة السلة في سنة 1996.

## روابط خارجية
- مايكل سميث على موقع الاتحاد الدولي لكرة السلة (الإنجليزية)
- مايكل سميث على موقع إن بي أي (الإنجليزية)
- مايكل سميث على موقع سبورتس رفرنس (الإنجليزية)
- مايكل سميث على موقع الدوري الإسباني لكرة السلة (الإسبانية)
- مايكل سميث على موقع كلية كرة السلة في سبورتس رفرنس.كوم (الإنجليزية)
- مايكل سميث على موقع ريلجم (الإنجليزية)
- مايكل سميث على موقع سبورتس رفرنس (الإنجليزية)